# Purawiwitan
Purawiwitan is een bestuurslaag in het regentschap Lampung Barat van de provincie Lampung, Indonesië. Purawiwitan telt 4993 inwoners (volkstelling 2010).